# Town of Vincent
Town of Vincent is een Local Government Area (LGA) in Australië in de staat West-Australië in de agglomeratie van Perth. Town of Vincent telde 36.537 inwoners in 2021. De hoofdplaats is Leederville.